# Динамика личности
Динамика личности је свеукупност психичких процеса, механизама и образаца понашања који доводе до подстицања личности на активности, као и до унутрашњих промена у њој. Динамика личности проучава проблем психичке енергије и њене расподеле, процес мотивације, а нарочито различите динамичке покретаче понашања особе, као што су нагони, мотиви, потребе, тежње, интересовања, црте личности, емоције, вредности, фрустрације, конфликти и начине њиховог решавања, посебно механизме одбране.
Према Фројдовом схватању, личност је сложен енергетски систем у којем делују заједно или се сукобљавају нагонске несвесне силе, којима се супротстављају свесне и несвесне контрасиле, односно тежње и захтеви ега и суперега. За разумевање, предвиђање и мењање (психотерапију) психичког живота и понашања индивидуе, неопходно је пре свега познавање главних динамичких покретачких снага. Према Фројду и психоанализи ове основне покретачке снаге су сексуални нагони и нагони ега, односно ерос и нагон смрти.
Динамику личности и разнолико мноштво њених ставова, афеката, интереса, избора затим њен карактер, ментално здравље или поремећаје у понашању превасходно одређују конфликти. Главни интерпсихички конфликт настаје између жеља и захтева ега. Када је овај сукоб исувише снажан, а его релативно слаб, активирају се бројни механизми одбране.